# Junior Eurovision Song Contest 2020
Junior Eurovision Song Contest 2020 var den 18. udgave af den årlige Junior Eurovision Song Contest, arrangeret af European Broadcasting Union (EBU). Showet blev afviklet i Polens hovedstad, Warszawa.

## Deltagendelande
| Nr | Land         | Artist              | Sang                              | Oversættelse        | Sprog                 | National udvælgelse                       | Point | Plads | Lokation   |
| -- | ------------ | ------------------- | --------------------------------- | ------------------- | --------------------- | ----------------------------------------- | ----- | ----- | ---------- |
| 1  | Tyskland     | Susan               | "Stronger With You"               | Stærkere med dig    | Tysk, engelsk         | Dein Song Für Warschau                    | 66    | 12    | Hamburg    |
| 2  | Kasakhstan   | Karakat Bashanova   | "Forever"                         | For evigt           | Kasakh, Engelsk       | National forvalg                          | 152   | 2     | Nur-Sultan |
| 3  | Holland      | Unity               | "Best Friends"                    | Bedste venner       | Hollandsk, Engelsk    | Junior Songfestival 2020                  | 132   | 4     | Hilversum  |
| 4  | Serbien      | Petar Aničić        | "Heartbeat"                       | Hjerteslag          | Serbisk, Engelsk      | Internt udvalg                            | 85    | 11    | Warszawa   |
| 5  | Hviderusland | Arina Pehtereva     | "Aliens"                          | Rumvæsner           | Hviderussisk, Engelsk | Internt udvalg                            | 130   | 5     | Minsk      |
| 6  | Polen        | Ala Tracz           | "I'll Be Standing"                | Jeg vil stå         | Engelsk, polsk        | Szansa na Sukces 2020                     | 90    | 9     | Warszawa   |
| 7  | Georgien     | Sandra Gadelia      | "You Are Not Alone"               | Du er ikke alene    | Georgisk, Engelsk     | Ranina 2020                               | 110   | 6     | Tbilisi    |
| 8  | Malta        | Chanel Monseigneur  | "Chasing Sunsets"                 | Jagter solnedgange  | Engelsk               | Malta Junior Eurovision Song Contest 2020 | 100   | 8     | Warszawa   |
| 9  | Rusland      | Sofia Feskova       | "My New Day"                      | Min nye dag         | Russisk, Engelsk      | Akademiya Eurovision                      | 88    | 10    | Moskva     |
| 10 | Spanien      | Soleá               | "Palante"                         | Frem                | Spansk                | Internt udvalg                            | 133   | 3     | Madrid     |
| 11 | Ukraine      | Oleksandr Balabanov | "Vidkryvai (Open Up)" (Відкривай) | Åbn                 | Ukrainsk, engelsk     | Nationalt forvalg                         | 106   | 7     | Warszawa   |
| 12 | Frankrig     | Valentina           | "J’Imagine"                       | Jeg forestiller mig | Fransk                | Internt udvalg                            | 200   | 1     | Paris      |

## Stemmer

### Jury- og onlinestemmer
| Plads | Jury         | Point | Onlinestemmer | Point |
| ----- | ------------ | ----- | ------------- | ----- |
| 1     | Frankrig     | 88    | Frankrig      | 112   |
| 2     | Kasakhstan   | 83    | Spanien       | 73    |
| 3     | Hviderusland | 73    | Kasakhstan    | 69    |
| 4     | Georgien     | 69    | Holland       | 64    |
| 5     | Holland      | 68    | Hviderusland  | 57    |
| 6     | Spanien      | 60    | Ukraine       | 54    |
| 7     | Ukraine      | 52    | Serbien       | 50    |
| 8     | Malta        | 51    | Malta         | 49    |
| 9     | Polen        | 46    | Polen         | 44    |
| 10    | Rusland      | 44    | Rusland       | 44    |
| 11    | Serbien      | 35    | Georgien      | 42    |
| 12    | Tyskland     | 27    | Tyskland      | 39    |